# Будинок Христова
Буди́нок Хри́стова («Пасаж») — історичний особняк в еклектичному стилі в середмісті Мелітополя Запорізької області, датований кінцем XIX століття, у якому міститься торгівельний центр «Пасаж»; одна з найкрасивіших будівель міста.
Розташований за адресою: проспект Б. Хмельницького, будинок № 24.

## Архітектура[1]
Будинок являє собою витягнутий прямокутник з 2-ма виступаючими бічними еркерами (південний мав наскрізний арочний проїзд у внутрішній двір) і балконом між ними (спершу в спрощеному вигляді існував з дворової сторони також), що був фасадом цілого комплексу будівель в еклектичному стилі, який включав окремо кухню, каретну, підсобні приміщення тощо. В ході реконструкції 1990-х дворову частину зайняла прибудова нового корпусу з 2-поверховим торговим залом з одностороннім розташуванням павільйонів, перекритим циліндричним світловим ліхтарем в центральній частині.
Зі збережених архітектурних елементів декору будівлі Пасажу можна відзначити геометричне завершення фронтонів еркерів зі слуховими вікнами, балюстрадний парапет з декоративними стовпчиками (віддалено нагадують машикулі), геометричний малюнок кутових лопаток, двоконечні, подібні на камертон балясини з плавною лінією перил балкону, профільований розірваний лобовий карниз і ширинковий пояс фриза.

## З історії будинку
Будинок був побудований в кінці XIX століття купцем Христовим, болгарином за походженням. 
Відомо, що в 1915 році на другому поверсі в цій будівлі жили дві сім'ї: селянина з Якимівського району та адвоката, а на першому — містились установи. 
У 1919 році будинок був націоналізований, і житлову площу віддали семирічній школі (нинішня Гімназія № 10). А вулицю, на якій він розташований, перейменували з Межової на честь російського поета ім'я Дем'яна Бєдного. 
Будівля збереглась у Другу світову війну.
За СРСР у будинку в різний час розташовувалися 3 школи — після семирічної приміщення віддали школі № 6 (другий корпус перебував на місці нинішнього будинку «Укртелекому»), в 1965 році для цього навчального закладу побудували нове приміщення на вулиці Монастирській (колишня — Воровського), і цей будинок став філією середньої школи № 5.
Після 2-ї світової стан будинку рік у рік погіршувався і вже в 1990-х він був визнаний аварійним. Допомогти врятувати будівлю від неминучого завалення і/або знесення зголосився підприємець Хасім Меметов. Відтак будівлю було капітально відремонтовано, після чого в ній розмістився торговий центр «Пасаж», один з найпрестижніших мелітопольських комерційних майданчиків.
24 вересня 2000 року перед будинком був встановлений пам'ятник Володимиру Висоцькому (автор — дніпровський скульптор К. Чеканов).